# Flota militară de nord

Flota militară de nord

Flota militară de nord (în rusă Северный флот) este denumirea flotei Marinei Militare Ruse, care se află staționată în peninsula Kola din apropiere de Cercul Polar de Nord.

## Istoric

instalaţiile Flotei de nord. Simbolurile reprezintă:
- Baze navale
- Şantiere navale
- Combustibil nuclear uzat
- Deşeu radioactiv

În timpul primului război mondial a apărut necesitatea apărării navelor rusești și engleze din Marea Barenț de atacurile flotei germane. Astfel a luat ființă în anul 1916 flota militară de nord a Rusiei. După revoluția comunistă din octombrie,  flota era staționată în anul 1920 la Arhanghelsk, dar în 1923 a fost desființată, fiind formată o nouă flotă în Marea Baltică care era constituită la început dintr-un distrugător, o navă de patrulare, un submarin și două nave de apărare contra minelor. Primele avioane pentru sprijinirea flotei sosesc în 1935 la Murmansk, flota fiind denumită în anul 1937 Flota de Nord. În acea perioadă, era deja organizată marina sovietică pe coastă, cu piste de aterizare și o artilerie antiaeriană.
În prezent, din cauza radiațiilor, submarinele și reactorul atomic învechit prezintă un pericol permanent pentru ecosistemul din regiunea din nordul Asiei și Europei. După relatările agenției de presă ruse RIA Novosti, în anul 2006 au fost casate deja 145 de submarine atomice. Deoarece cheltuielile de îndepărtare a rezidurilor radioactive sunt apreciate la mai multe miliarde de dolari, o serie de țări occidentale au anunțat că vor suporta parțial aceste cheltuieli, Germania fiind statul care va aloca cele mai multe fonduri în acest scop.